# Кольорові
Кольорові (англ. Colored) — етнічний дескриптор, який використовується для позначення людей, які мають колір шкіри, відмінний від білого. Історично використовувався у Сполучених Штатах Америки (переважно в епоху Джима Кроу) та Великій Британії. У США цей термін, як правило, позначає все небіле населення. Значення було по суті аналогічним у Великій Британії та було еквівалентом терміна «Person of color». Однак використання назви «кольоровий» на американському Півдні поступово обмежувалося словом «негри» (англ. negroes). Після Руху за громадянські права афроамериканців у США терміни «кольорові» та «негри» поступилися місцем терміну «чорношкірі» та «афроамериканці» (англ. African Americans, у США). Згідно зі словником «Мерріам-Вебстер», слово colored уперше було використано в 14-му столітті, але з іншим значенням, ніж раса чи етнічна приналежність.
У багатьох країнах цей термін часто вважається зневажливим чи образливим. Але є і винятки, наприклад, існує організація «Національна асоціація сприяння кольоровим людям», яка захищає права таких людей.